# Burley (Idaho)
Burley je město na hranicích okresů Cassia County a Minidoka County ve státě Idaho ve Spojených státech amerických. Městem protéká řeka Snake.
K roku 2010 zde žilo 10 345 obyvatel. S celkovou rozlohou 16,68 km² byla hustota zalidnění 652,7 obyvatel na km².